# Giovanni Antonio Ricca (il Vecchio)
Giovanni Antonio Ricca (il Vecchio) (Lavina, 20 luglio 1651 – Genova, 6 giugno 1725) è stato un architetto italiano.
Lavina, attualmente frazione del comune di Rezzo, ha dato i natali a tre architetti che appartengono alla stessa famiglia: Giovanni Antonio Ricca il Vecchio (1651-1725), suo nipote Giovanni Antonio Ricca il Giovane (1688-1748) e suo fratello minore Antonio Maria Ricca (1660-1725). Sono stati attivi in Liguria, in particolare a Genova, e Giovanni Antonio il Vecchio anche a Torino. Giovanni Antonio Ricca il Giovane ha progettato la chiesa di San Torpete (1730-31) a Genova e chiese a Zoagli, a Nozarego e la chiesa della Natività di Maria Santissima a Bogliasco. Il suo stile volge al barocchetto.

## Biografia
Giovanni Antonio Ricca il Vecchio ha disegnato la chiesa parrocchiale di Sori, dedicata a Santa Margherita, che fu edificata tra il 1711 e il 1714. Ha una sola una navata ed è a pianta ellittica, come molte chiese liguri del tempo. Ha progettato il Santuario della Madonnetta a Genova, edificato tra il 1695 e il 1696, per i frati dell'Ordine degli agostiniani scalzi. Il profilo, compatto e lineare, riflette la semplicità di vita degli agostiniani. 

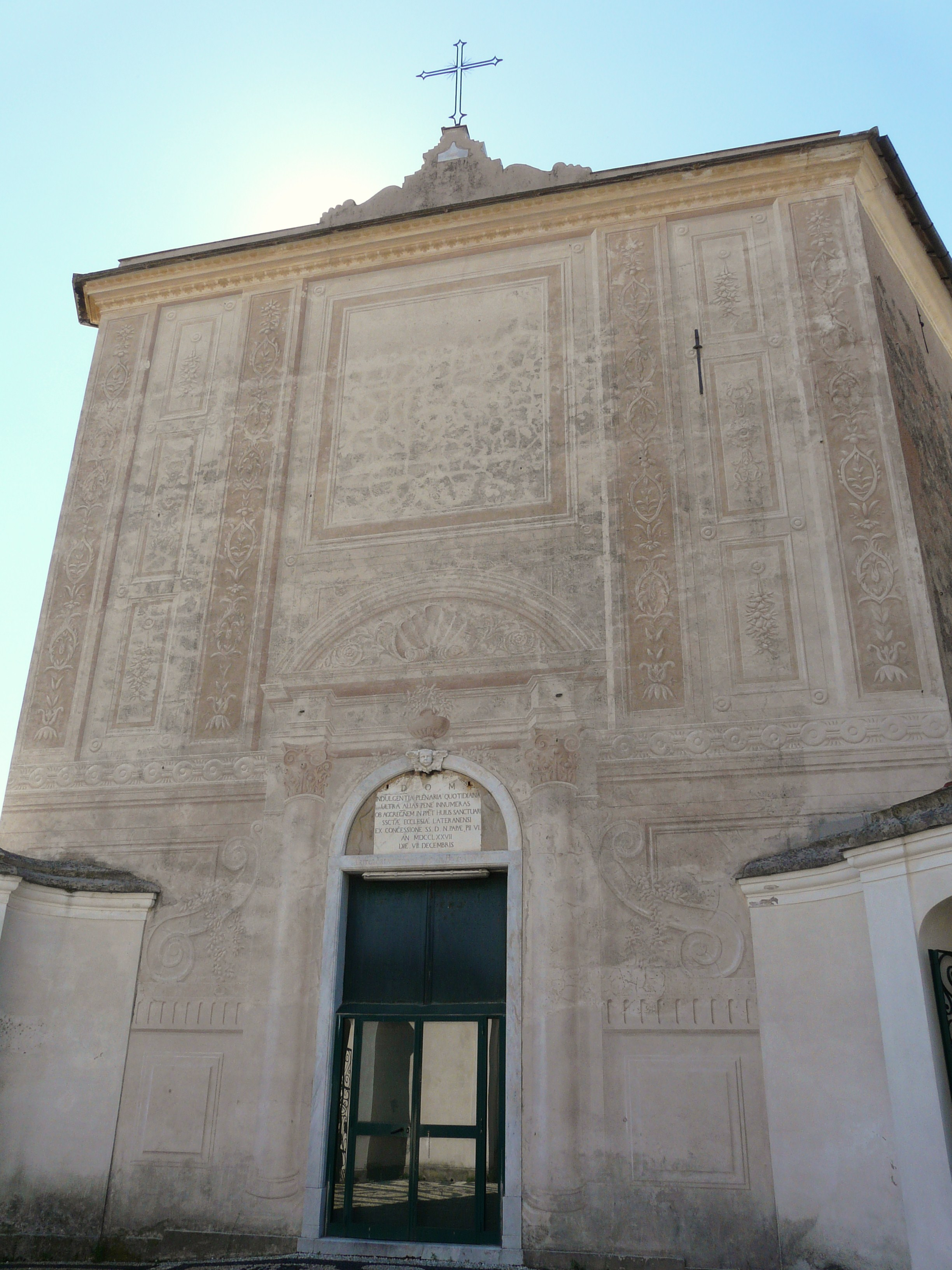
Genova, Santuario della Madonnetta

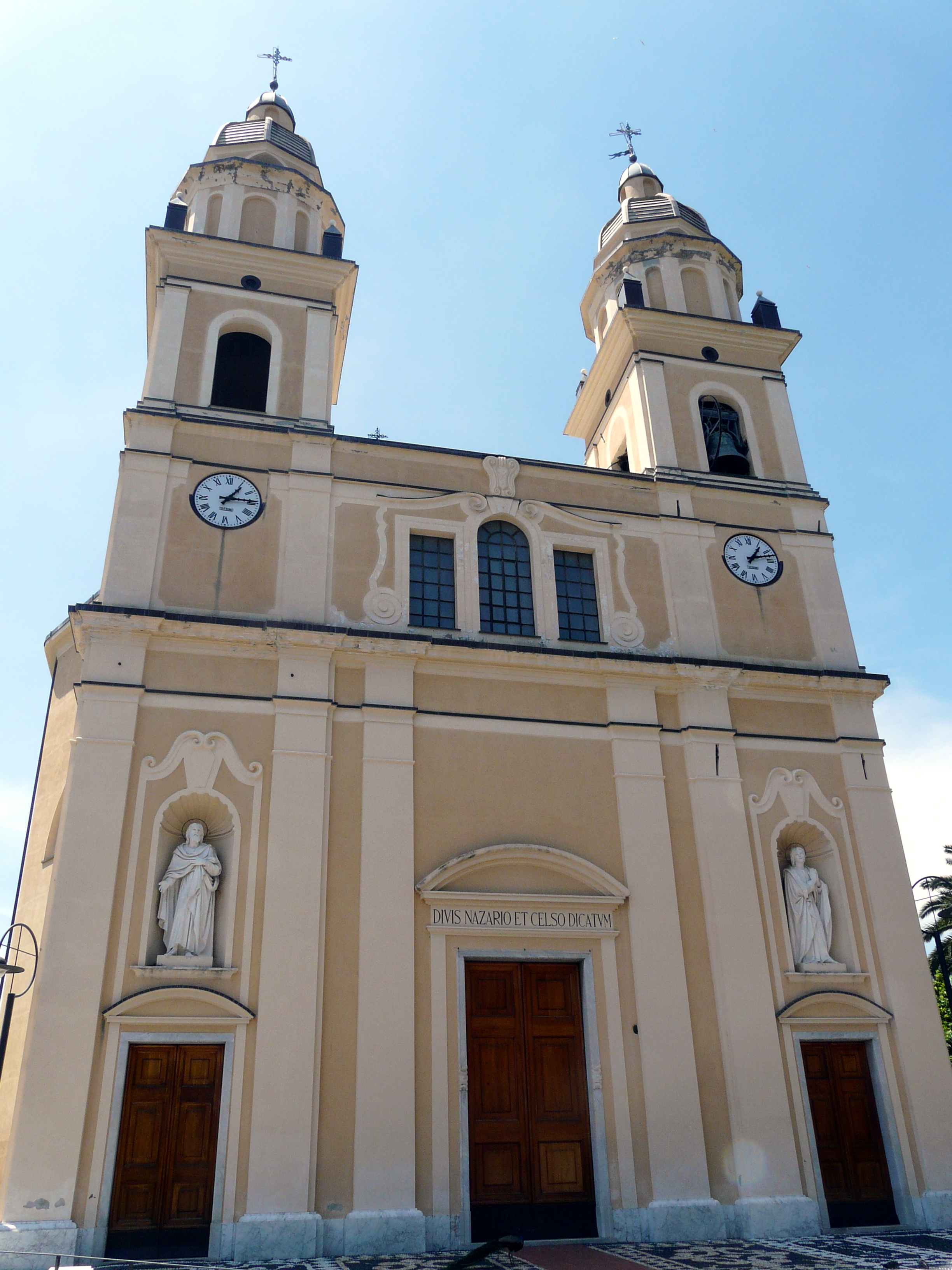
Arenzano, chiesa dei Santi Nazario e Celso

La locale Confraternita del Rosario decise nel 1682 di riedificare la chiesa parrocchiale di San Nicolò a Novi Ligure e ne affidò la realizzazione a Giovanni Antonio Ricca il Vecchio.
Per la chiesa dei Santi Nazario e Celso di Arenzano fu scelto il suo progetto e la direzione dei lavori fu affidata in un primo tempo a suo fratello Giovanni Antonio, poi a Giacomo Viano, poiché Giovanni Antonio dopo la morte della moglie si era ritirato nel convento dei padri agostiniani scalzi, assumendo il nome di padre Marino.

### Il palazzo dell'Università di Torino
Realizzato per volere di Vittorio Amedeo II, come espressione visibile delle riforme del sistema scolastico sabaudo settecentesco, il palazzo della Regia Università di Torino fu progettato dall'architetto Michelangelo Garove nel 1712. Non soddisfatto del progetto, Vittorio Amedeo affidò la commessa agli architetti torinesi Pietro e Giorgio Sardi, cui fu anche firmato un contratto. Non contento, chiese un disegno al pittore e architetto Pietro Francesco Garoli; infine si rivolse a Giovanni Antonio Ricca il Vecchio che si incaricò di realizzare l'opera, aiutato da Filippo Juvarra che la portò a termine disegnando la facciata in cotto. Il cortile d'onore, progettato da Ricca, è articolato in un doppio loggiato: al piano terreno, tra le colonne a rocchi lisce, ci sono statue a figura intera e busti; la loggia soprastante ha colonne con fusto a rocchi alternati, lisci e scanalati, nel gusto del barocchetto francese.
All'archivio di Stato di Torino si conserva una ricevuta di 200.000 lire, datata 7 luglio 1713 ed emessa dal Consiglio dell'Artiglieria fabbriche e fortificazioni, a favore di Giovanni Antonio Ricca.
Aveva contatti con una ditta che eseguiva lavori di edilizia, oppure ne era il titolare: infatti nel 1712 sottoscrisse il contratto, per l'importo di 3.940 lire, per realizzare il progetto dell'architetto Bisignami, riguardante il deposito di polveri piriche a Genova.
Giovanni Antonio Ricca il Vecchio si era stabilito a Genova qui è morto. È sepolto nella chiesa di San Nicola da Tolentino degli agostiniani scalzi.